# لیسا فالکنر
لیسا فالکنر (انگلیسی: Lisa Faulkner؛ زادهٔ ۱۹ فوریهٔ ۱۹۷۲) بازیگر و مجری تلویزیون اهل بریتانیا است.
از فیلم‌ها یا برنامه‌های تلویزیونی که وی در آن نقش داشته‌است، می‌توان به شهر هالبی، مأموران مخفی، قتل در سابوربیا، مسترشف، ماجراهای مرداک، ایست‌اندرز، تلفات و عاشق اشاره کرد.